# Championnats d'Autriche de VTT
Les championnats d'Autriche de vélo tout terrain sont des compétitions ouvertes aux coureurs de nationalité autrichienne.

## Palmarès masculin

### Cross-country

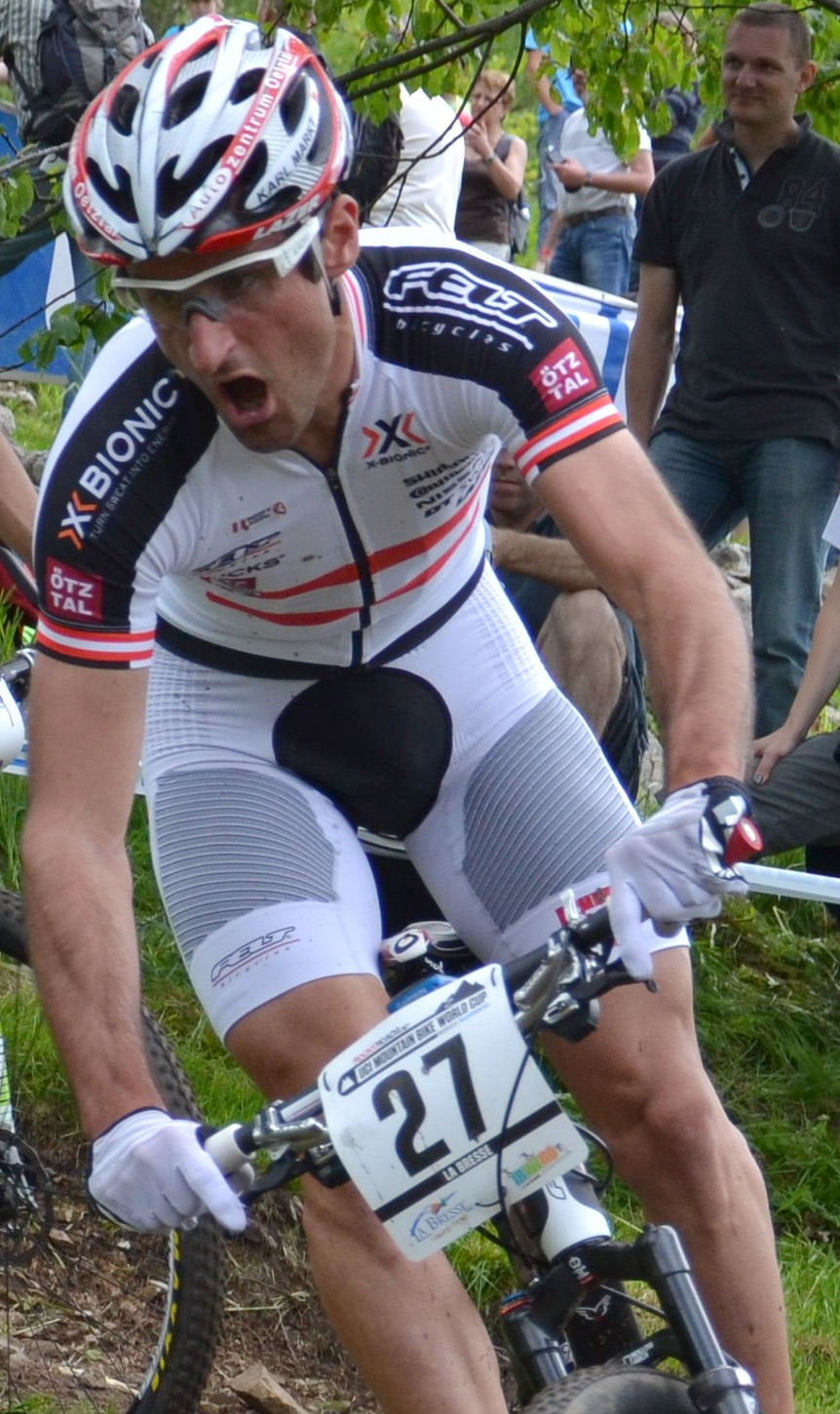
Karl Markt en 2012 avec le maillot de champion d'Autriche.

| Année | Or                 | Argent             | Bronze              |
| ----- | ------------------ | ------------------ | ------------------- |
| 2000  | Robert Kircher     | Christian Hilbe    | Kurt Pospichal      |
| 2001  | Siegfried Bauer    | Kurt Pospichal     | Robert Kircher      |
| 2002  | Peter Presslauer   | Kurt Pospichal     | Georg Koch          |
| 2003  | Christoph Soukup   | Michael Weiss      | Kurt Pospichal      |
| 2004  | Michael Weiss      | Roman Rametsteiner | Alban Lakata        |
| 2005  | Christoph Soukup   | Hannes Metzler     | Alban Lakata        |
| 2006  | Martin Kraler      | Hannes Metzler     | Karl Markt          |
| 2007  | Christoph Soukup   | Martin Kraler      | Hannes Metzler      |
| 2008  | Christoph Soukup   | Roman Rametsteiner | Alban Lakata        |
| 2009  | Hannes Metzler     | Karl Markt         | Christoph Soukup    |
| 2010  | Christoph Soukup   | Alban Lakata       | Karl Markt          |
| 2011  | Karl Markt         | Alban Lakata       | Simon Scheiber      |
| 2012  | Alexander Gehbauer | Hannes Metzler     | Karl Markt          |
| 2013  | Alexander Gehbauer | Karl Markt         | Christoph Soukup    |
| 2014  | Christoph Soukup   | Uwe Hochenwarter   | Hermann Pernsteiner |
| 2015  | Gregor Raggl       | Karl Markt         | Alexander Gehbauer  |
| 2016  | Karl Markt         | Alexander Gehbauer | Gregor Raggl        |
| 2017  | Gregor Raggl       | Karl Markt         | Uwe Hochenwarter    |
| 2018  | Gregor Raggl       | Maximilian Foidl   | Karl Markt          |
| 2019  | Gregor Raggl       | Karl Markt         | Maximilian Foidl    |
| 2020  | Karl Markt         | Maximilian Foidl   | Gregor Raggl        |
| 2021  | Maximilian Foidl   | Karl Markt         | Gregor Raggl        |
| 2022  | Maximilian Foidl   | Gregor Raggl       | Moritz Bscherer     |
| 2023  | Maximilian Foidl   | Gregor Raggl       | Michael Holland     |
| 2024  | Maximilian Foidl   | Daniel Eichmair    | Armin Embacher      |

### Cross-country marathon
| Année | Or                  | Argent              | Bronze              |
| ----- | ------------------- | ------------------- | ------------------- |
| 2005  | Karl Markt          |                     |                     |
| 2006  | Heinz Verbnjak      | Karl Markt          | Roman Rametsteiner  |
| 2007  | Karl Markt          | Daniel Federspiel   | Silvio Wieltschnig  |
| 2008  | Alban Lakata        | Daniel Federspiel   | Karl Markt          |
| 2009  | Alban Lakata        | Heinz Verbnjak      | Jakob Nimpf         |
| 2010  | Alban Lakata        | Daniel Geismayr     | Thomas Strobl       |
| 2011  | Alban Lakata        | Jakob Nimpf         | Georg Koch          |
| 2012  | Christoph Soukup    | David Schöggl       | Hannes Metzler      |
| 2013  | Christoph Soukup    | Daniel Geismayr     | Hermann Pernsteiner |
| 2014  | Christoph Soukup    | Daniel Geismayr     | Hermann Pernsteiner |
| 2015  | Alban Lakata        | Hermann Pernsteiner | Daniel Geismayr     |
| 2016  | Christoph Soukup    | Alban Lakata        | Daniel Geismayr     |
| 2017  | Daniel Geismayr     | Hermann Pernsteiner | Alban Lakata        |
| 2018  | Daniel Geismayr     | Alban Lakata        | Manuel Pliem        |
| 2019  | Daniel Geismayr     | Alban Lakata        | Philip Handl        |
| 2020  | Alban Lakata        | Daniel Geismayr     | Daniel Federspiel   |
| 2021  | Alban Lakata        | Gregor Raggl        | Karl Markt          |
| 2022  | Daniel Geismayr     | Alban Lakata        | Karl Markt          |
| 2023  | Daniel Geismayr     | Alban Lakata        | Manuel Pliem        |
| 2024  | Hermann Pernsteiner | Daniel Geismayr     | Jakob Reiter        |

### Cross-country eliminator
| Année | Or                | Argent           | Bronze              |
| ----- | ----------------- | ---------------- | ------------------- |
| 2012  | Daniel Federspiel | Michael Mayer    | Hannes Metzler      |
| 2013  | Daniel Federspiel | Gregor Raggl     | Simon Scheiber      |
| 2014  | Daniel Federspiel | Gregor Raggl     | Simon Scheiber      |
| 2015  | Daniel Federspiel | Michael Mayer    | Fabian Costa        |
| 2016  | Gregor Raggl      | Karl Markt       | Elias Hagspiel      |
| 2017  | Daniel Federspiel | Pius Ilg         | Michael Holland     |
| 2018  | Daniel Federspiel | Elias Tranninger | Daniel Geismayr     |
| 2019  | Elias Tranninger  | Maximilian Foidl | Tobias Peterstorfer |
| 2020  | Theo Hauser       | Michael Holland  | Kilian Feurstein    |
| 2021  | Daniel Federspiel | Theo Hauser      | Kilian Feurstein    |
| 2022  | Kilian Feurstein  | Theo Hauser      | Alexander Hammerle  |
| 2023  | Theo Hauser       | Dominik Gaßner   | Franz-Josef Lässer  |
| 2024  | Theo Hauser       | Dominik Gaßner   | Jan Dirisamer       |

### Descente
| Année | Or                   | Argent               | Bronze               |
| ----- | -------------------- | -------------------- | -------------------- |
| 1997  | Markus Frühwirth     |                      |                      |
| 1998  | Richard Pall         | Markus Petschenig    | Edwin Gosch          |
| 1999  | Richard Pall         | Peter Peherstorfer   | Martin Pyffrader     |
| 2000  | Michael Gölles       | Markus Petschenig    | Mathias Haas         |
| 2001  | Mathias Haas         | Rüdiger Jahnel       | Harald Deutschmann   |
| 2002  | Michael Staufer      | Michael Gölles       | Rüdiger Jahnel       |
| 2003  | Michael Staufer      | Markus Petschenig    | Walter Martinschnitz |
| 2004  | Walter Martinschnitz | Michael Staufer      | Michael Gölles       |
| 2005  | Mathias Haas         | Walter Martinschnitz | Markus Petschenig    |
| 2006  | Mathias Haas         | Rüdiger Jahnel       | Roland Seereiner     |
| 2007  | Markus Pekoll        | Mario Sieder         | Michael Staufer      |
| 2008  | Markus Pekoll        | Michael Staufer      | Mathias Haas         |
| 2009  | Boris Tetzlaff       | Markus Pekoll        | Mario Sieder         |
| 2010  | Markus Pekoll        | Boris Tetzlaff       | Benedikt Purner      |
| 2011  | Markus Pekoll        | Boris Tetzlaff       | Benedikt Purner      |
| 2012  | Mathias Haas         | Markus Pekoll        | Manuel Gruber        |
| 2013  | Manuel Gruber        | David Trummer        | Boris Tetzlaff       |
| 2014  | Markus Pekoll        | Boris Tetzlaff       | David Trummer        |
| 2015  | David Trummer        | Markus Pekoll        | Andreas Kolb         |
| 2016  | Fabio Wibmer         | Manuel Gruber        | Moritz Ribarich      |
| 2017  | Markus Pekoll        | Boris Tetzlaff       | Moritz Ribarich      |
| 2018  | David Trummer        | Andreas Kolb         | Elias Schwärzler     |
| 2019  | David Trummer        | Andreas Kolb         | Boris Tetzlaff       |
| 2020  | David Trummer        | Andreas Kolb         | Kilian Schnöller     |
| 2021  | David Trummer        | Andreas Kolb         | Christof Stulik      |
| 2022  | David Trummer        | Noah Hofmann         | Moritz Ribarich      |
| 2023  | David Trummer        | Boris Holz-Tetzlaff  | Andreas Kolb         |
| 2024  | Andreas Kolb         | Kilian Schnöller     | David Trummer        |
| 2025  | Andreas Kolb         | Kilian Schnöller     | Jamie Schmölzer      |

## Palmarès féminin

### Cross-country
| Année | Or                 | Argent             | Bronze                       |
| ----- | ------------------ | ------------------ | ---------------------------- |
| 1997  | Regia Hainzl       | Christine Barlogg  | Evelyn Schlager              |
| 1998  | Hildegard Embacher | Bärbel Jungmeier   | Regia Hainzl                 |
| 1999  | Ulrike Baumgartner | Hildegard Embacher | Bärbel Jungmeier             |
| 2000  | Hildegard Embacher | Birgit Braumann    | Bärbel Jungmeier             |
| 2001  | Birgit Braumann    | Hildegard Embacher | Bärbel Jungmeier             |
| 2002  | Karin Gruber       | Andrea Graus       | Christine Steinwender        |
| 2003  | Petra Schörkmayer  | Bärbel Jungmeier   | Elisabeth Osl                |
| 2004  | Petra Schörkmayer  | Elisabeth Osl      | Monika Schachl               |
| 2005  | Monika Schachl     | Petra Schörkmayer  | Manuela Grünzweil            |
| 2006  | Elisabeth Osl      | Maria Osl          | Birgit Braumann              |
| 2007  | Elisabeth Osl      | Maria Osl          | Monika Derntl                |
| 2008  | Elisabeth Osl      | Maria Osl          | Stephanie Wiedner            |
| 2009  | Elisabeth Osl      | Lisa Mitterbauer   | Monika Schachl               |
| 2010  | Elisabeth Osl      | Maria Osl          | Stephanie Wiedner            |
| 2011  | Elisabeth Osl      | Lisa Mitterbauer   | Maria Osl                    |
| 2012  | Lisa Mitterbauer   | Christina Kollmann | Elisabeth Unterbuchschachner |
| 2013  | Elisabeth Osl      | Lisa Mitterbauer   | Christina Kollmann           |
| 2014  | Elisabeth Osl      | Lisa Mitterbauer   | Christina Kollmann           |
| 2015  | Lisa Mitterbauer   | Nadja Heigl        | Tina Kindlhofer              |
| 2016  | Elisabeth Osl      | Nadja Heigl        | Lisa Mitterbauer             |
| 2017  | Elisabeth Osl      | Anna Spielmann     | Nadja Heigl                  |
| 2018  | Elisabeth Osl      | Lisa Pasteiner     | Corina Druml                 |
| 2019  | Laura Stigger      | Lisa Pasteiner     | Corina Druml                 |
| 2020  | Laura Stigger      | Elisabeth Osl      | Corina Druml                 |
| 2021  | Mona Mitterwallner | Laura Stigger      | Anna Spielmann               |
| 2022  | Mona Mitterwallner | Tamara Wiedmann    | Corina Druml                 |
| 2023  | Mona Mitterwallner | Katharina Sadnik   | Tamara Wiedmann              |
| 2024  | Laura Stigger      | Mona Mitterwallner | Tamara Wiedmann              |

### Cross-country marathon
| Année | Or                        | Argent                    | Bronze                       |
| ----- | ------------------------- | ------------------------- | ---------------------------- |
| 2004  | Monika Schachl            | Martina Deubler           | Doris Posch                  |
| 2006  | Doris Posch               | Birgit Kafka              | Ruth Hagen                   |
| 2007  | Bärbel Jungmeier          | Maria Osl                 | Monika Schachl               |
| 2008  | Maria Osl                 | Theresia Kellermayr       | Ruth Hagen                   |
| 2009  | Monika Schachl            | Maria Osl                 | Nina Duftner                 |
| 2010  | Theresia Kellermayr       | Verena Krenslehner-Schmid | Elisabeth Unterbuchschachner |
| 2011  | Verena Krenslehner-Schmid | Christina Verhas-Trost    | Maria Osl                    |
| 2012  | Verena Krenslehner-Schmid | Lisa Pleyer               |                              |
| 2013  | Christina Kollmann        | Verena Krenslehner-Schmid | Sabine Sommer                |
| 2014  | Sabine Sommer             | Petra Marchart            | Angelika Tazreiter           |
| 2015  | Christina Kollmann        | Sabine Sommer             | Viktoria Zeller              |
| 2016  | Sabine Sommer             | Angelika Tazreiter        | Daniela Kratz                |
| 2017  | Angelika Tazreiter        | Sabine Sommer             | Carmen Buchacher             |
| 2018  | Angelika Tazreiter        | Barbara Mayer             | Alina Reichert               |
| 2019  | Sabine Sommer             | Barbara Mayer             | Anna Hofmann                 |
| 2020  | Sabine Sommer             | Angelika Tazreiter        | Alina Reichert               |
| 2021  | Angelika Tazreiter        | Julia Gierlinger          | Anna Hofmann                 |
| 2022  | Angelika Tazreiter        | Clara Sommer              | Sabine Sommer                |
| 2023  | Nina Mosser               | Sabine Sommer             | Clara Sommer                 |
| 2024  | Sabine Sommer             | Cornelia Holland          | Clara Sommer                 |

### Cross-country eliminator
| Année | Or               | Argent           | Bronze                |
| ----- | ---------------- | ---------------- | --------------------- |
| 2012  | -                | -                | -                     |
| 2013  | Lisa Mitterbauer | Tina Kindlhofer  | Franziska Niederacher |
| 2014  |                  |                  |                       |
| 2015  |                  |                  |                       |
| 2016  | Nadja Heigl      | Corina Druml     | Chiara Kopp           |
| 2017  | -                | -                | -                     |
| 2018  | Laura Stigger    | Corina Druml     | Tamara Wiedmann       |
| 2019  | Lisa Pasteiner   | Lena Höller      | Anna Lena Wagner      |
| 2020  | Cornelia Holland | Viktoria Gratzer | Valentina Gruber      |
| 2021  | Laura Stigger    | Corina Druml     | Cornelia Holland      |
| 2022  | Laura Stigger    | Corina Druml     | Katharina Sadnik      |
| 2023  | Corina Druml     | Fiona Klien      | Valentina Gruber      |
| 2024  | Valentina Gruber | Nicole Sommer    | Sophia Knaubert       |

### Descente
| Année | Or                   | Argent                   | Bronze               |
| ----- | -------------------- | ------------------------ | -------------------- |
| 1997  | Nathalie Phelps      |                          |                      |
| 1998  | Florentina Möser     | Nathalie Phelps          | Anna-Maria König     |
| 1999  | Anita Molcik         | Petra Osbitsch           | Petra Bernhard       |
| 2000  | Petra Bernhard       | Petra Osbitsch           | Helene Frühwirth     |
| 2001  | Petra Bernhard       | Anita Molcik             | Petra Osbitsch       |
| 2002  | Anita Molcik         | Petra Bernhard           | Helene Frühwirth     |
| 2003  | Petra Bernhard       | Anita Molcik             | Helene Frühwirth     |
| 2004  | Petra Bernhard       | Anita Molcik             | Angelika Hohenwarter |
| 2005  | Anita Molcik         | Eva Rümmele              |                      |
| 2008  | Petra Bernhard       | Anita Molcik             | Helene Frühwirth     |
| 2011  | Petra Bernhard       | Helene Frühwirth         | Elke Rabeder         |
| 2012  | Anita Molcik         | Petra Bernhard           | Elke Rabeder         |
| 2013  | Petra Bernhard       | Elke Rabeder             | Helene Frühwirth     |
| 2014  | Elke Rabeder         | Birgit Braumann          | Kathrin Wutte        |
| 2015  | Elke Rabeder         | Simone Wechselberger     | Lisa Ribarich        |
| 2016  | Simone Wechselberger | Helene Frühwirth         | Kathrin Wutte        |
| 2017  | Petra Bernhard       | Simone Wechselberger     | Elke Rabeder         |
| 2018  | Petra Bernhard       | Simone Wechselberger     | Elke Rabeder         |
| 2019  | Valentina Höll       | Elke Rabeder             | Helene Frühwirth     |
| 2020  | Valentina Höll       | Angelika Hohenwarter     | Helene Frühwirth     |
| 2021  | Sophie Gutöhrle      | Marlena Neißl            | Elke Rabeder         |
| 2022  | Valentina Höll       | Kerstin Sallegger        | Marlena Neissl       |
| 2023  | Valentina Höll       | Hanna Steinthaler        | Kerstin Sallegger    |
| 2024  | Kerstin Sallegger    | Helene Valerie Fruhwirth | Marlena Neißl        |
| 2025  | Rosa Zierl           | Kerstin Sallegger        | Emma Bindhammer      |